# FIFA World
FIFA World là một game bóng đá do EA Sports phát hành vào năm 2013 và còn là một trò chơi bóng đá trực tuyến nhiều người chơi miễn phí được phát triển bởi Electronic Arts. Nó được công bố vào ngày 9 tháng 8 năm 2013 và sau đó bản beta mở được phát hành vào ngày 12 tháng 11 năm 2013 tại Brazil và Nga. Bản beta mở được cung cấp trên toàn cầu vào ngày 20 tháng 5 năm 2014, với sự hỗ trợ bằng tiếng Anh, tiếng Đức, tiếng Pháp, tiếng Nga, Tây Ban Nha, Mexico Tây Ban Nha, Bồ Đào Nha Brazil, Ba Lan và Thổ Nhĩ Kỳ. [2] Tiếng Ý đã được đưa vào phiên bản 9.0 của trò chơi vào ngày 5 tháng 11 năm 2014. [3] Người chơi có thể chơi trò chơi bằng bàn phím, sự kết hợp giữa bàn phím và chuột hoặc bộ điều khiển trò chơi. [4]
Giống như với các bản phát hành chính của FIFA, Lionel Messi nổi bật trên các hình ảnh quảng cáo và màn hình tiêu đề của trò chơi. Arda Turan được công bố là đại sứ cho trò chơi ở Thổ Nhĩ Kỳ vào ngày 27 tháng 8 năm 2014, [5] với Eden Hazard được công bố là một đại sứ khác cho trò chơi video vào ngày 15 tháng 9 năm 2014. [6]
FIFA World, cùng với các tựa game miễn phí khác của EA Battlefield Heroes, Battlefield Play4Free và Need for Speed: World, đã ngoại tuyến vào ngày 14 tháng 7 năm 2015.